# EC 1.18
La EC 1.18 è una sottoclasse della classificazione EC relativa agli enzimi. Si tratta di una sottoclasse delle ossidoreduttasi che include enzimi che utilizzano come donatori di elettroni proteine contenenti centri ferro-zolfo.

## Sotto-sottoclassi
Esistono due ulteriori sotto-sottoclassi:
- EC 1.18.1: con NAD o NADP come accettore di elettroni;
- EC 1.18.6: con diazoto come accettore.